# Mariano Marcos

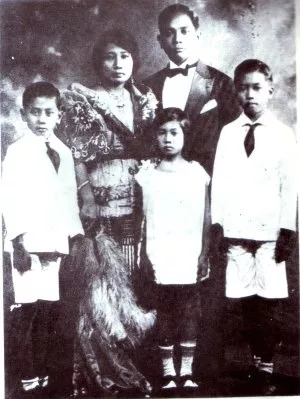
Mariano Marcos

Mariano Marcos (Batac, 21 april 1897 - 8 maart 1945) was een Filipijns politicus afkomstig uit de provincie Ilocos Norte. Marcos was van 1925 tot 1931 lid van het Filipijns Huis van Afgevaardigden. Ook was hij enkele jaren gouverneur van Davao. Zijn oudste zoon, Ferdinand Marcos, werd in 1965 gekozen als president van de Filipijnen en zou later het land op dictatoriale wijze regeren tot hij in 1986 gedwongen werd af te treden door de EDSA-revolutie. 

## Biografie
Mariano Marcos was de een van de zeven kinderen van Fabian Marcos, een leraar en burgemeester van Batac na de Filipijnse revolutie. Alle zeven kinderen van Fabian Marcos werden onderwezen door de Thomasites, de Amerikaanse leraren die gestuurd waren om de lokale bevolking Engels te leren. Nadien volgde Marcos het een opleiding als leraar aan de Philippine Normal College in Manilla. Hier ontmoette hij zijn vrouw Josefa Edralin, een dochter van een rijke landeigenaar die net als hij de lerarenopleiding volgde. In hun laatste jaar trouwden de twee in het geheim en kort na hun afstuderen werd op 17 september 1917 hun eerste zoon, Ferdinand geboren. Er zouden nog drie kinderen volgen. 
Mariano Marcos klom op van leraar tot schoolhoofd in Laoag. Daarna werd hij schoolinspecteur van de openbare scholen in de regio. In 1921 nam hij ontslag om in Manilla rechten te gaan studeren aan de National Law College. In 1924 studeerde hij af en behaald hij ook zijn toelatingsexamen (bar exam) voor de Filipijnse balie. 
Nog voor de uitslag van zijn toelatingsexamen bekend was werd hij voor de eerste maal gekozen als lid van het Huis van Afgevaardigden namens het 2e kiesdistrict van Ilocos Norte. Vier jaar later werd hij herkozen als afgevaardigde. In 1932, toen Mariano het moest opnemen tegen zijn rivaal Julio Nalundasan, ook woonachtig in Batac en een derde kandidaat, Emilio Medina, verloor hij van Medina met slechts 56 stemmen. Hij raakte na zijn verlies in een depressie en kon een jaar lang niet werken. In 1933 echter werd hij door president Manuel Quezon benoemd tot gouverneur van de provincie Davao op het zuidelijke eiland Mindanao. 
Hoewel bekend is dat Mariano Marcos overleden is tijdens de Tweede Wereldoorlog is er, zoals bij meer zaken uit het verleden van de familie Marcos, onduidelijkheid over de toedracht van zijn overlijden. Sommige bronnen melden dat hij door de Japanners is geëxecuteerd in Bacnotan in de provincie La Union, terwijl hij volgens andere bronnen is gedood door Filipijnse guerrilla's als collaborateur met de Japanners.
Twee Filipijnse universiteiten zijn vernoemd naar Mariano Marcos: Mariano Marcos State University in Ilocos Norte en de Don Mariano Marcos Memorial State University in de provincie La Union.